# Alinen Hietajärvi
Alinen Hietajärvi är en sjö i kommunen Ilomants i landskapet Norra Karelen i Finland. Sjön ligger 183,4 meter över havet. Arean är 69 hektar och strandlinjen är 4,08 kilometer lång. Sjön  ingår i Vuoksens huvudavrinningsområde.   Den ligger omkring 93 kilometer nordöst om Joensuu och omkring 460 kilometer nordöst om Helsingfors. 